# Ahčipsou
Ahčipsou (Ахчипсоу, Ахчыпсы, Ахчипса), jedno od plemena iz skupine Abazina s gornjeg toka rijeke Mzymta (Мзы́мта) na zapadu Kavkaza u današnjem Krasnodarskom kraju i Abhaziji. Ahčipsou pripadaju užoj abazinskoj skupini Sadzi. Pokoreni su 1864., nakon čega su raseljeni po Otomanskom carstvu. 

## Vanjske poveznice
- История Красной Поляны[neaktivna poveznica]